# US GAAP
Los US GAAP (Generally Accepted Accounting Principles) son los principios de contabilidad generalmente aceptados, usados por las compañías de los Estados Unidos o que cotizan en Wall Street. Abarcan un volumen masivo de estándares, interpretaciones, opiniones y boletines y son elaborados por el FASB (Directorio de Estándares de Contabilidad Financiera o Junta de Normas de Contabilidad Financiera), por el gremio contable (el Instituto Estadounidense de Contadores Públicos Certificados (AICPA) y la Comisión de Bolsa y Valores (SEC, siglas en inglés de Securities and Exchange Commission).
Se trata de una combinación de normas autorizadas por organizaciones reguladoras y maneras aceptadas de llevar la contabilidad.
Existen muchas similitudes entre los GAAP de Estados Unidos (US GAAP) y las Normas Internacionales de Información Financiera (NIIF) en cuanto a la presentación del estado financiero. Por ejemplo, según ambos marcos, los componentes de una serie completa de estados financieros incluyen: balance general, estado de resultados, otra base general de ingresos (OCI, por sus siglas en inglés) para US GAAP o el estado de ingresos y gastos reconocidos (SORIE, por sus siglas en inglés) para los NIIF. Además, los dos marcos requieren, salvo circunstancias excepcionales, que los estados financieros se elaboren según la base contable de causación (con excepción del estado de flujos de efectivo). Los dos GAAP tienen conceptos similares respecto a los requisitos sobre materialidad y coherencia que las entidades deben considerar al elaborar sus estados financieros.
Los USGAAP son el equivalente estadounidense de las Normas Internacionales de Información Financiera. Son muy detallados, y reflejan el ambiente de litigio que impera en los Estados Unidos, que obliga a una regulación cada vez más detallada. Los USGAAP no pueden desviarse de la intraversión reguladora de la SEC.[cita requerida]

## Historia
Los auditores asumieron el papel de liderazgo en el desarrollo de GAAP para empresas comerciales.
Históricamente, los estándares de contabilidad han sido establecidos por el Instituto Americano de Contadores Públicos Certificados (AICPA) sujeto a las regulaciones de la Comisión de Bolsa y Valores (SEC). En 1939 la AICPA creó inicialmente el Comité de Procedimientos Contables y en 1959 lo reemplazó con el Consejo de Principios de Contabilidad. En 1973, el Consejo de Principios de Contabilidad fue reemplazado por el Consejo de Normas de Contabilidad Financiera (FASB) bajo la supervisión de la Fundación de Contabilidad Financiera con el Consejo Asesor de Normas de Contabilidad Financiera que asesora y proporciona información sobre las normas de contabilidad. . Otras organizaciones involucradas en la determinación de las normas de contabilidad de los Estados Unidos incluyen la Junta de Normas de Contabilidad Gubernamental (GASB), formada en 1984; y la Junta Asesora de Normas Federales de Contabilidad (FASAB), creada en 1990.
Alrededor de 2008, FASB emitió la Codificación de Normas de Contabilidad de FASB, que reorganizó los miles de Pronunciamientos GAAP sobre aproximadamente 90 temas contables.
En 2008, la Securities and Exchange Commission emitió una "hoja de ruta" preliminar que puede llevar a los Estados Unidos a abandonar los GAAP en el futuro y unirse a más de 100 países de todo el mundo en el uso de International Financial Reporting Standards, con sede en Londres. Estándares. A partir de 2010, el proyecto de convergencia estaba en marcha y el FASB se reunía habitualmente con el IASB. La SEC expresó su objetivo de adoptar plenamente las Normas Internacionales de Información Financiera en los EE. UU. en 2014. Con la convergencia de las GAAP y los sistemas contables internacionales IFRS, como la máxima autoridad sobre las Normas Internacionales de Información Financiera, el Consejo de Normas Internacionales de Contabilidad está ganado relevancia en los Estados Unidos.

## Conceptos básicos
Para lograr los objetivos básicos e implementar las cualidades fundamentales, los GAAP tienen cuatro supuestos básicos, cuatro principios básicos y cuatro restricciones básicas.

### Supuestos
- Entidad comercial: asume que la empresa está separada de sus propietarios u otras empresas. Los ingresos y gastos deben mantenerse separados de los gastos personales.
- Empresa en funcionamiento: asume que la empresa estará en funcionamiento indefinidamente. Esto valida los métodos de capitalización de activos, depreciación y amortización. Solo cuando la liquidación sea segura, este supuesto no es aplicable. El negocio seguirá existiendo en un futuro imprevisible.
- Principio de unidad monetaria: asume que una moneda estable será la unidad de registro. El FASB acepta el valor nominal del dólar estadounidense como la unidad monetaria de registro sin ajustar por inflación.
- Principio de período de tiempo implica que las actividades económicas de una empresa se pueden dividir en períodos de tiempo artificiales.

### Principios
- El  principio de costo histórico  requiere que las empresas contabilicen e informen los costos de adquisición de activos y pasivos en lugar del valor justo de mercado. Este principio proporciona información que es confiable (eliminando la oportunidad de proporcionar valores de mercado subjetivos y potencialmente sesgados), pero no muy relevante. Por tanto, existe una tendencia a utilizar valores razonables. La mayoría de las deudas y valores se informan ahora a valores de mercado.
- Principio de reconocimiento de ingresos sostiene que las empresas deben registrar los ingresos cuando se obtienen, pero no cuando se reciben. El flujo de efectivo no influye en el reconocimiento de ingresos. Ésta es la esencia de la contabilidad en valores devengados. Sin embargo, a la inversa, las pérdidas deben reconocerse cuando su ocurrencia sea probable, haya ocurrido o no realmente. Esto concuerda con la restricción del conservadurismo, pero lo pone en conflicto con la restricción de la consistencia, en el sentido de que reflejar ingresos / ganancias es inconsistente con la forma en que se reflejan las pérdidas.
- Principio de congruencia. Los gastos deben coincidir con los ingresos siempre que sea razonable hacerlo. Los gastos no se reconocen cuando se realiza el trabajo o cuando se produce un producto, sino cuando el trabajo o el producto realmente contribuye a los ingresos. Solo si no se puede establecer una conexión con los ingresos, el costo se puede cargar como gastos del período actual (por ejemplo, salarios de oficina y otros gastos administrativos). Este principio permite una mayor evaluación de la rentabilidad y el rendimiento reales (muestra cuánto se gastó para obtener ingresos). La depreciación y el costo de los bienes vendidos son buenos ejemplos de la aplicación de este principio.
- Principio de divulgación total. La cantidad y el tipo de información divulgada deben decidirse con base en el análisis de compensaciones, ya que una mayor cantidad de información cuesta más de preparar y usar. La información divulgada debe ser suficiente para emitir un juicio y mantener los costos razonables. La información se presenta en el cuerpo principal de los estados financieros, en las notas o como información complementaria.

### Restricciones
- Principio de objetividad: los estados financieros de la empresa proporcionados por los contables deben basarse en pruebas objetivas.
- Principio de materialidad: la importancia de un elemento debe tenerse en cuenta cuando se informa. Un elemento se considera significativo cuando afectaría la decisión de una persona razonable.
- Principio de coherencia: Significa que la empresa utiliza los mismos principios y métodos contables de un período a otro.
- Principio de conservadurismo: al elegir entre dos soluciones, la que tiene el resultado menos favorable es la solución que debe elegirse (ver convención del conservadurismo)

Restricción de costos: los beneficios de presentar información financiera deben justificarse y ser mayores que los costos impuestos al proporcionarla.

## Apartamiento requerido del GAAP
El Código de Ética Profesional de AICPA bajo la Regla 203 - Principios de Contabilidad, un profesional contable debe apartarse de los PCGA si seguirlos daría lugar a una incorrección material en los estados financieros, o sería engañoso. En el item donde se realiza el apartamiento, el profesional debe revelar, si es práctico, las razones por las cuales el cumplimiento del principio contable daría lugar a un estado financiero engañoso. Según la Regla 203-1-Desviaciones de los principios contables establecidos, las desviaciones son raras y generalmente ocurren cuando hay nueva legislación, la evolución de nuevas formas de transacciones comerciales, un grado inusual de materialidad o la existencia de prácticas industriales en conflicto.